# Tobias Halland Johannessen
Tobias Halland Johannessen (født 23. august 1999 i Drøbak) er en cykelrytter fra Norge, der er på kontrakt hos Uno-X Mobility. Han er tvillingebror til Anders Halland Johannessen.

## Karriere
Som 6-årig begyndte brødrene Halland Johannessen at dyrke fodbold og cykling hos Drøbak-Frogn Idrettslag. Til at starte med dyrkede de både mountainbiking, cykelcross og landevejscykling. I 2019 fik landevejscyklingen fuld fokus, og Tobias skrev kontrakt med kontineltalholdet DARE Bikes Development Team, som er Uno-X Mobilitys udviklingshold. Fra 2022 rykkede han med broderen op på proteamet, efter de havde forlænget kontrakten til og med 2024.
Tobias Halland deltog i 2021 ved linjeløbet under sommer-OL 2020, og i august samme år vandt han Tour de l'Avenir.